# Курциус, Эрнст Роберт
Эрнст Роберт Курциус (нем. Ernst Robert Curtius; 4 апреля 1886, Тан (Эльзас, Германская империя; ныне — во французском департаменте Верхний Рейн) — 19 апреля 1956, Рим) — немецкий филолог, переводчик, специалист по романским литературам. Внук историка и археолога Эрнста Курциуса (1814—1896).

## Биография
Сын прусского чиновника и швейцарской аристократки, потомок выходцев из вольного города Любека. Родился в Эльзасе. Учился в Кольмаре и Страсбурге. Защитил диссертацию в Бонне (1913), затем преподавал в Марбурге и Гейдельберге. В 1929—1951 годах преподавал неолатинскую литературу в Бонне. На рубеже 1920—1930-х годов между ним и Карлом Маннгеймом состоялась острая дискуссия о «свободно-парящей интеллигенции» и границах социологии знания.

## Творчество
Ориентиром для Курциуса всегда оставался Гёте как воплощение европейского духа, его универсализма, открытости, живой связи с прошлым. Тем не менее, он постоянно интересовался актуальной словесностью, поддерживал контакты с современными писателями: писал о Прусте и Джойсе, переводил Т. С. Элиота, Андре Жида, Хорхе Гильена, был знаком со Стефаном Георге, Томасом Манном, Максом Шелером, Жаном-Полем Сартром, переписывался с Максом Рихнером, Андре Жидом, Валери Ларбо и др. Был близок к исследовательской стратегии Аби Варбурга, долгие годы обменивался письмами с его ассистенткой Гертрудой Бинг.

## Magnum opus
В 1948 году опубликовал свою главную, наиболее влиятельную книгу «Европейская литература и латинское Средневековье», посвященную античным мотивам (топосам) европейской культуры, переведенную на многие языки и давно ставшую гуманитарной классикой. В развитие подхода Курциуса в немецкой истории словесности сложилось целое направление исследований топосов (Toposforschung).

## Сочинения
- Die literarischen Wegbereiter des neuen Frankreich (1919)
- Balzac (1923)
- James Joyce und sein Ulysses (1929)
- Die Französische Kultur (1931)
- Deutscher Geist in Gefahr (1932)
- Europäische Literatur und lateinisches Mittelalter (1948, англ.пер. 1953)
- Kritische Essays zur europäischen Literatur (1950)
- Marcel Proust (1952)
- Französischer Geist im 20. Jahrhundert (1952)
- Gesammelte aufsätze zur Romanischen Philologie (1960)
- Büchertagebuch (1960)
- Критические эссе по европейской литературе / Пер. Д. С. Колчигина. — М.: Издательский Дом ЯСК, 2023. — 416 с.

## Признание
Почетный доктор Сорбонны. В 1984 году в Бонне была учреждена премия Эрнста Роберта Курциуса за эссеистику.